# Lindy Hemming
Lindy Hemming (Carmarthenshire, 21 de agosto de 1948) é uma figurinista britânica.
Trabalhou como enfermeira antes de graduar-se na Royal Academy of Dramatic Art e atuar em produções teatrais da Royal Shakespeare Company antes de mover-se para a TV e cinema.
Premiada em 2000 com o Óscar por seu figurino em Topsy-Turvy de Mike Leigh. Foi indicada ao prêmio BAFTA por três vezes: em 1988 pelo filme para TV britânica Porterhouse Blue, em 1995 por Quatro Casamentos e um Funeral e em 2009 por The Dark Knight. Participou de cinco produções da franquia James Bond.

## Filmografia parcial
- 1985 - My Beautiful Laundrette
- 1994 - Quatro Casamentos e um Funeral
- 1995 - GoldenEye
- 1997 - Tomorrow Never Dies
- 1997 - O Bravo
- 1998 - Little Voice
- 1999 - Topsy-Turvy
- 1999 - The World Is Not Enough
- 2000 - The Man Who Cried
- 2001 - Lara Croft: Tomb Raider
- 2002 - Harry Potter and the Chamber of Secrets (filme)
- 2002 - Die Another Day
- 2003 - Lara Croft Tomb Raider: The Cradle of Life
- 2005 - Batman Begins
- 2006 - Casino Royale (2006)
- 2008 - The Dark Knight
- 2010 - Clash of the Titans (2010)
- 2010 - Edge of Darkness
- 2012 - The Dark Knight Rises
- 2014 - Paddington
- 2017 - Mulher-Maravilha
- 2023 - Wonka